# Ytterstberg
Ytterstberg este o arie protejată (arie specială de conservare — SAC, sit de importanță comunitară — SCI) din Finlanda întinsă pe o suprafață de 271,94 ha, integral pe uscat.

## Localizare
Centrul sitului Ytterstberg este situat la coordonatele 60°34′29″N 20°31′53″E / 60.574722°N 20.531389°E.

## Înființare
Situl Ytterstberg a fost declarat sit de importanță comunitară în octombrie 1997 pentru a proteja 1 specie de animale. Situl a fost protejat și ca arie specială de conservare în decembrie 2015.

## Biodiversitate
Situată în ecoregiunea boreală, aria protejată conține 1 habitat natural: Insulițe și insule mici din Baltica boreală.
La baza desemnării sitului se află o specie protejată de  mamifere: Halichoerus grypus.